# Casa Jacint Compte
La casa Jacint Compte és un edifici d'habitatges situat al carrer del Carme, 53 del Raval de Barcelona. Té planta baixa i quatre pisos, amb tres obertures per planta. La reixa sobre la porta d'entrada té les inicials JC entrellaçades i ha estat confós a la bibliografia amb la casa Josep Vintró del núm. 25 del mateix carrer.

## Història
L'apotecari Jacint Compte i Piera era establert al carrer d'Escudellers, 22, edifici que va fer reedificar el 1832 segons el projecte de l'arquitecte Josep Casademunt i Torrents.
El 1846, va demanar permís per a reedificar les cases núms. 25-26 (actual 53) del carrer del Carme, segons el projecte del mateix autor. El 1850, va fer construir un altre edifici al carrer Major de Sarrià, 119, també obra de Casademunt.